# Climat de la Hongrie
Le climat de la Hongrie est un climat semi-continental, du fait de sa position à l'intérieur des terres et l'influence de la façade adriatique proche. La Hongrie se situe au carrefour de quatre influences climatiques. D'une part l'influence continentale de l'Europe de l'Est produit des saisons marquées avec des températures fortement négatives en hiver et élevées en été, mais tempérées par les masses d'air de la façade atlantique. D'autre part, c'est dans le bassin des Carpates que se rencontrent les influences sibériques du nord et l'influence méditerranéenne des Balkans.
La température moyenne annuelle est de 8−12 °C, ce qui est relativement élevé, avec des amplitudes de 20−25 °C. En janvier, la température varie entre −4 °C et 7 °C. Le nombre d'heures d'ensoleillement par an oscille entre 1700 et 2100 heures, avec les périodes les plus importantes dans l'Alföld et les plus courtes dans les régions montagneuses du nord. La pluviométrie annuelle moyenne est de 500-1000 mm (500-600 mm dans l'Alföld et de 800 à 1 000 mm dans les montagnes). Les vents dominants viennent du nord-ouest. La température la plus basse jamais enregistrée en Hongrie a été −35 °C le 16 février 1940 à Görömbölytapolca près de Miskolc. La plus haute température jamais enregistrée a été 41,9 °C le 20 juillet 2007 à Kiskunhalas.